# Ramp van Flixborough
De Ramp van Flixborough was een ontploffing van een chemische fabriek in de Engelse plaats Flixborough. Bij de ramp kwamen 28 mensen om het leven en 36 anderen raakten gewond van de in totaal 76 aanwezigen.

## Achtergrond
In de jaren zeventig kreeg de chemische industrie te maken met een exponentiële groei, vanwege onder meer de toegenomen vraag naar nylon. De Nypro-fabriek in Flixborough begon in 1967 met de productie van caprolactam, een van de bestandsdelen van nylon. In 1972 werd het proces voor het maken van dit bestandsdeel veranderd, vanaf dan werd gebruik gemaakt van de oxidatie van de erg brandbare stof cyclohexaan. De Britse wetten voor industrieterreinen waren wetten die omstreeks 1900 waren aangenomen en gingen vooral uit van de door stoom gedreven industrie van de Industriële revolutie.
Op het terrein van de fabriek stonden zes reactoren en twee maanden voor explosie werden bij een van deze reactoren, reactor 5, scheuren gedetecteerd. Om een langdurige stopzetting van het werk te voorkomen werd er een pijpleiding tussen reactor 4 en 6 geplaatst. Deze wijziging werd zonder veel analyse uitgevoerd; er werden geen berekeningen gemaakt om het effect ervan na te gaan.

## Ramp
In de middag van zaterdag 1 juni 1974 scheurde de pijpleiding tussen de twee reactoren en lekte deze een grote hoeveelheid aan cyclohexaan. Deze vormde een dampwolk die daarna ontplofte. De explosie die volgde vernietigde de fabriek. De kracht van de explosie stond gelijk aan een hoeveelheid van 16 ton TNT en de brand in het complex zou tien dagen lang aanhouden. 
Bij de ramp kwamen 28 mensen om het leven en 36 anderen raakten gewond. Doordat de ramp op een zaterdag plaatsvond en niet op een doordeweekse dag had ervoor gezorgd dat het aantal slachtoffers relatief laag bleef. Buiten het terrein raakten nog eens 53 mensen gewond. Bij de explosie werden ruim duizend huizen in Flixborough en andere omliggende dorpen beschadigd.

## Nasleep
Na de ramp werd er een onderzoek ingesteld om te achterhalen wat de oorzaken van de ramp waren en welke lessen hieruit getrokken dienden te worden. Het Flixborough Disaster Report werd gepubliceerd in 1975 en deze kwam met aanbevelingen voor veiligheidsvoorschriften.
Na de brand werd er voor 37 miljoen pond een nieuwe fabriek gebouwd die in 1979 werd geopend, maar deze fabriek zou al weer in 1981 sluiten.

## Herdenking
Iedere vijf jaar wordt er een herdenkingsdienst gehouden in de All Saint's Church van Flixborough.